# Бергсма, Йоррит
Йо́ррит Бе́ргсма (нидерл. Jorrit Bergsma; род. 1 февраля 1986 года, Алдебоарн, Нидерланды) — голландский конькобежец, Олимпийский чемпион и бронзовый призёр Олимпийских игр 2014 года, серебряный призёр Олимпийских игр 2018 года, 5-кратный чемпион и 8-кратный серебряный призёр чемпионата мира на отдельных дистанциях, 4-кратный обладатель Кубка мира на 5000/10000 метров, 11-кратный чемпион и 14-кратный призёр чемпионата Нидерландов на дистанциях 5000/10000 м.

## Биография
Йоррит Бергсма начал кататься на коньках по совету своего отца в своём родном Алдебоарне на натуральном льду. В возрасте 7 лет стал заниматься конькобежным спортом в Тиалфе. С 1998 года выступал на уровне клубных соревновании в Херенвене. В сезоне 2004/05 впервые участвовал в марафонских забегах.
В сезоне 2009/2010 не сумев отобраться в состав сборной на Олимпиаду в Ванкувере, попробовал получить гражданство и выступить под флагом Казахстана. В октябре 2009 года выиграл забег на 5000 м чемпионата Казахстана на отдельных дистанциях, который проводился в Челябинске и отобрался на Кубок мира. Международная федерация конькобежцев запретила ему выступить под Казахстанским флагом и Бергсма не смог принять участия в Олимпиаде в Ванкувере.

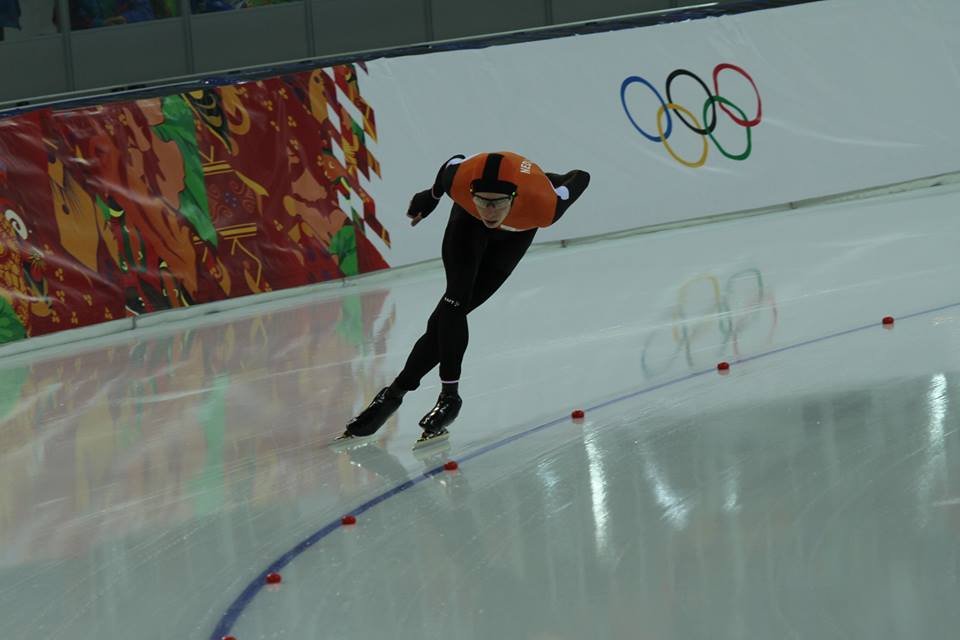
Выступление Бергсма на Олимпийских играх 2014 в Сочи. Дистанция на 5000 м

В сезоне 2010/11 Бергсма стал выступать за команду Джиллерта Анемы "Zaanlander" и сразу же стал двукратным бронзовым призёром чемпионата Нидерландов — на 5000 и на 10 000 метров. Один раз становился третьим на этапе Кубка мира. В ноябре 2011 года выиграл 5000 метров и занял 2-е место на 10 000 метров на чемпионате Нидерландов на отдельных дистанциях. В Кубке мира 2011/2012 на первых трех этапах регулярно поднимался на подиум, выиграв 5000 метров в Челябинске, завоевав серебро в Астане на 5000 м и выиграл 10 000 в Херенвене.
Помимо стадионных соревнований участвовал в соревнованиях на естественном льду, в 2010 и 2012 годах выиграл Нидерландский марафон на 100 км, проводимый на замерзшей реке. В марте 2012 года стал вторым на чемпионате мира на отдельных дистанциях в Херенвене на дистанции 10 000 м. Сезон 2012/2013 Йоррит начал с победы на дистанции 10 000 метров и бронзы на 5000 м на чемпионате Нидерландов, а также с побед на дистанции 10 000 м и в масс-старте на этапах Кубка мира.
В 2013 году впервые поднялся на верхнюю ступень чемпионата мира на отдельных дистанциях в Сочи, завоевав золото в забеге на 10 000 м и серебро на 5000 м. Он также выиграл Кубок мира на дистанциях 5000/10000 м и стал обладателем Кубка мира в общем зачёте. В сезоне 2013/14 Бергсма дважды стал серебряным призёром на чемпионате Нидерландов на дистанциях 5000 и 10 000 м и вновь выиграл общий зачёт Кубка мира на дистанциях 5000/10000 м.
В феврале 2014 года на зимних Олимпийских играх в Сочи он завоевал золотую медаль в забеге на 10 000 метров о временем 12:44.45 сек, оставив на 2-м месте своего товарища по сборной Свена Крамера. А в забеге на 5000 м выиграл бронзовую медаль. В 2015 году вновь стал чемпионом страны на 10 000 и 2-м на 5000 м, и на чемпионате мира в Херенвене стал первым в забеге на 10 000 м и 2-м на 5000 м, а также впервые бежал масс-старт, где смог подняться на 19-е место.
Сезон 2015/16 Бергсма провёл не в лучшей форме, серебряная медаль на 5000 м на Национальном чемпионате и чемпионате мира в Коломне стали лучшими результатами. Через год он в очередной раз стал чемпионом Нидерландов в забеге на 10 000 м и на чемпионате мира в Канныне выиграл золотую медаль в командной гонке и две серебряные на дистанции 5000 и 10 000 метров. И в марте стал победителем Кубка мира в общем зачёте в 4-й раз на дистанциях 5000/10000 м.
В октябре 2017 года он стал чемпионом страны в забеге на 10 000 м, а в декабре квалифицировался на этой дистанции на олимпиаду 2018 года, заняв 2-е место в отборе. В феврале 2018 года на зимних Олимпийских играх в Пхёнчхане Бергсма на дистанции 10 000 метров показал второе время 12:41,69 сек и выиграл серебряную медаль, уступив только бывшему соотечественнику Теду-Яну Блумену, выступающему за Канаду.
В 2019 году Йоррит был первым на Национальном чемпионате на дистанции 10 000 м и на чемпионате мира на отдельных дистанциях в Инцелле завоевал золотую медаль в забеге на 10 000 м в третий раз. В январе 2020 года на дебютном чемпионате Европы в Херенвене занял 4-е место на дистанции 5000 м. А вот на чемпионате мира на отдельных дистанциях в Солт-Лейк-Сити выиграл золотую медаль в масс-старте и занял 4-е место на 10 000 м.
В 2021 году в постпандемийный период Бергсма выиграл серебро на дистанции 10 000 м на чемпионате мира в Херенвене и занял 7-е место в масс-старте. В 2022 году стал чемпионом Нидерландов на дистанциях 5000 и 10 000 м. В январе 2022 на чемпионате Европы в Херенвене занял 2-е место в беге на 5000 м, а следом на зимних Олимпийских играх в Пекине занял 4-е место в забеге на 10 000 м, 5-е на 5000 м и 9-е в масс-старте.
В сезоне 2022/23, после неудачного выступления на олимпиаде Бергсма перешёл в команду Жака Ори "Jumbo-Visma" после 13 лет выступлении за "Zaanlander". В феврале 2023 года он занял 1-е место на чемпионате Нидерландов в масс-старте, 2-е на 10 000 м и 3-е на 5000 м, а в марте на чемпионате мира в Херенвене завоевал серебряную медаль на дистанции 10 000 м, занял 4-е место в забеге на 5000 м и 5-е в масс-старте.

### Личная жизнь
Йоррит Бергсма женат на американской конькобежке Хизер Ричардсон с мая 2015 года. Они поженились в американском Хай-Пойнте, после того, как год прожили в родном городе Бергсмы Алдебоарне. В октябре 2018 года у них родился родился его сын Брент, а в сентябре 2020 года родилась дочь Барбара Джин.

## Спортивные результаты
| Год  | Чемпионат Нидерландов на отдельных дистанциях | Чемпионат Нидерландов в многоборье | Чемпионат Европы на отдельных дистанциях | Чемпионат мира на отдельных дистанциях               | Олимпийские игры                                                  | Кубок мира                                                      |
| ---- | --------------------------------------------- | ---------------------------------- | ---------------------------------------- | ---------------------------------------------------- | ----------------------------------------------------------------- | --------------------------------------------------------------- |
| 2011 | 5000 м · 10 000 м                             |                                    |                                          |                                                      |                                                                   | 7e 5000/10 000 м                                                |
| 2012 | 5000 м · 10 000 м                             |                                    |                                          | 10 000 м                                             | 5000/10 000 м · Масс-старт · 5e Grand World Cup                   |                                                                 |
| 2013 | 5000 м · 10 000 м                             |                                    |                                          | 5000 м · 10 000 м                                    | 5000/10 000 м · Командная гонка · 5e Масс-старт · Grand World Cup |                                                                 |
| 2014 | 5000 м · 10 000 м · 9e масс-старт             |                                    |                                          |                                                      | 5000 м · 10 000 м                                                 | 5000/10 000 м · Командная гонка · Grand World Cup               |
| 2015 | 5000 · 10 000 м · 19e масс-старт              | 4e · (19e, , 4e, )                 |                                          | 5000 м · 10 000 м · 19e масс-старт                   |                                                                   | 45e 1500 м · 5000/10 000 м · 4e Масс-старт · 5e Grand World Cup |
| 2016 | 13e 1500 м · 5000 м · DQ 10 000 м             |                                    |                                          | 5000 м · 21e масс-старт                              | 5000/10 000 м · 4e масс-старт                                     |                                                                 |
| 2017 | 5000 м · 10 000 м                             |                                    |                                          | 5000 м · 10 000 м · Командная гонка · 14e масс-старт | 5000/10 000 м · масс-старт                                        |                                                                 |
| 2018 | 5000 м · 10 000 м                             |                                    |                                          |                                                      | 10 000                                                            | 14e 5000/10 000 м 21e масс-старт                                |
| 2019 | 5000 м · 10 000 м · 18e масс-старт            |                                    |                                          | 12e 5000 м · 10 000 м                                |                                                                   | 22e 5000/10 000 м                                               |
| 2020 | 5000 м · 10 000 м · 12e масс-старт            |                                    | 4е 5000 м 19e масс-старт                 | 8e 5000 м · 4e 10 000 м · масс-старт                 |                                                                   | 6e 5000/10 000 м 7e масс-старт                                  |
| 2021 | 4e 5000 м 4e 10 000 м                         |                                    |                                          | 5e 5000 м · 10 000 м · 7e масс-старт                 |                                                                   | 6e 5000/10 000 м · масс-старт                                   |
| 2022 | 5000 м · 10 000 м · 17e масс-старт            |                                    | 5000 м · 6е масс-старт                   |                                                      | 5e 5000 м 4е 10 000 м                                             |                                                                 |